# Cheiracanthium equestre
Cheiracanthium equestre är en spindelart som beskrevs av O. Pickard-Cambridge 1874. Cheiracanthium equestre ingår i släktet Cheiracanthium och familjen sporrspindlar. Inga underarter finns listade i Catalogue of Life.